# Elín Petersdóttir
Elín Helena Petersdóttir (* 1. Juni 1972 in Island) ist eine isländisch-finnische Schauspielerin.

## Leben und Karriere
Elín Helena Petersdóttir wurde am 1. Juni 1972 in Island geboren. Als sie ein Jahr alt war, zogen ihre Eltern mit ihr nach Finnland. Ihr Vater, der isländische Schauspieler Borgar Garðarson, spielte am Lilla Teatern in Helsingfors (finnisch Helsinki). Ihre Mutter arbeitete dort als Kostümbildnerin. Nach der Scheidung ihrer Eltern heiratete ihre Mutter den finnlandschwedischen Schauspieler, Regisseur und Dramatiker Peter Snickars (1955–2015).
In Finnland hat Petersdóttir in den zweisprachigen Städten Helsingfors, Vasa (Vaasa) und Åbo (Turku) gelebt. In Vasa besuchte sie eine schwedischsprachige Grund- und weiterführende Schule. Ihr Abitur (schwedisch studentexamen) machte sie an der schwedischsprachigen Katedralskolan in Åbo. Obwohl sie als Isländerin geboren wurde, verbrachte sie fast ihre gesamte Kindheit und Jugend in Svenskfinland, dem schwedischsprachigen Finnland, und Finnlandschwedisch ist eine ihrer beiden Muttersprachen. Deshalb spricht Petersdóttir von sich als einer Person mit sowohl isländischer als auch finnlandschwedischer Identität.
Als 19-Jährige verließ sie Finnland, lebte zuerst in Dänemark und Schweden und später in New York City. Dort studierte sie am Stella Adler Studio of Acting.
Ihr Debüt gab sie 2006 im Film Unna och Nuuk (finnisch Unna ja Nuuk). Bekannt wurde sie in den Filmen Eurovision Song Contest: The Story of Fire Saga, Stjärnorna över huset (finnisch Tähtitaivas talon yllä) und Apeiron. Als Theaterschauspielerin hatte sie unter anderem eine Rolle in Aurora Helsinki (Sofia Aminoff 2011), das am finnlandschwedischen Theater Viirus in Helsingfors aufgeführt wurde.
Petersdóttir pendelt heute zwischen ihren beiden festen Wohnsitzen in New York und Reykjavik. Finnland besucht sie weiterhin regelmäßig.

## Filmografie
- 2006: Unna och Nuuk
- 2012: Stjärnorna över huset
- 2013: Apeiron
- 2013: Hemma
- 2016: Djävulens jungfru
- 2020: Eurovision Song Contest: The Story of Fire Saga
- 2023: Syskon
- 2024: Natatorium